# Branislav Sluka
Branislav Sluka (Žilina, 23 de enero de 1999) es un futbolista eslovaco que juega de lateral izquierdo en el MŠK Žilina de la Superliga de Eslovaquia.

## Carrera deportiva
Sluka comenzó su carrera deportiva en el MŠK Žilina, con el que debutó el 28 de julio de 2018, en un partido de la Superliga de Eslovaquia frente al FC Nitra.

## Carrera internacional
Sluka fue internacional sub-17, sub-18 y sub-19 con la selección de fútbol de Eslovaquia, y en la actualidad es internacional sub-21.
En mayo de 2019 fue convocado por primera vez con la absoluta, para un amistoso frente a la selección de fútbol de Jordania y para un partido de Clasificación para la Eurocopa 2020 frente a la selección de fútbol de Azerbaiyán, aunque no llegó a debutar en ninguno de los dos.

## Clubes
| Club          | País       | Año         |
| ------------- | ---------- | ----------- |
| MŠK Žilina II | Eslovaquia | 2016 - 2020 |
| MŠK Žilina    | Eslovaquia | 2018 - Act. |